# تلوث الألغام الأرضية في البوسنة والهرسك

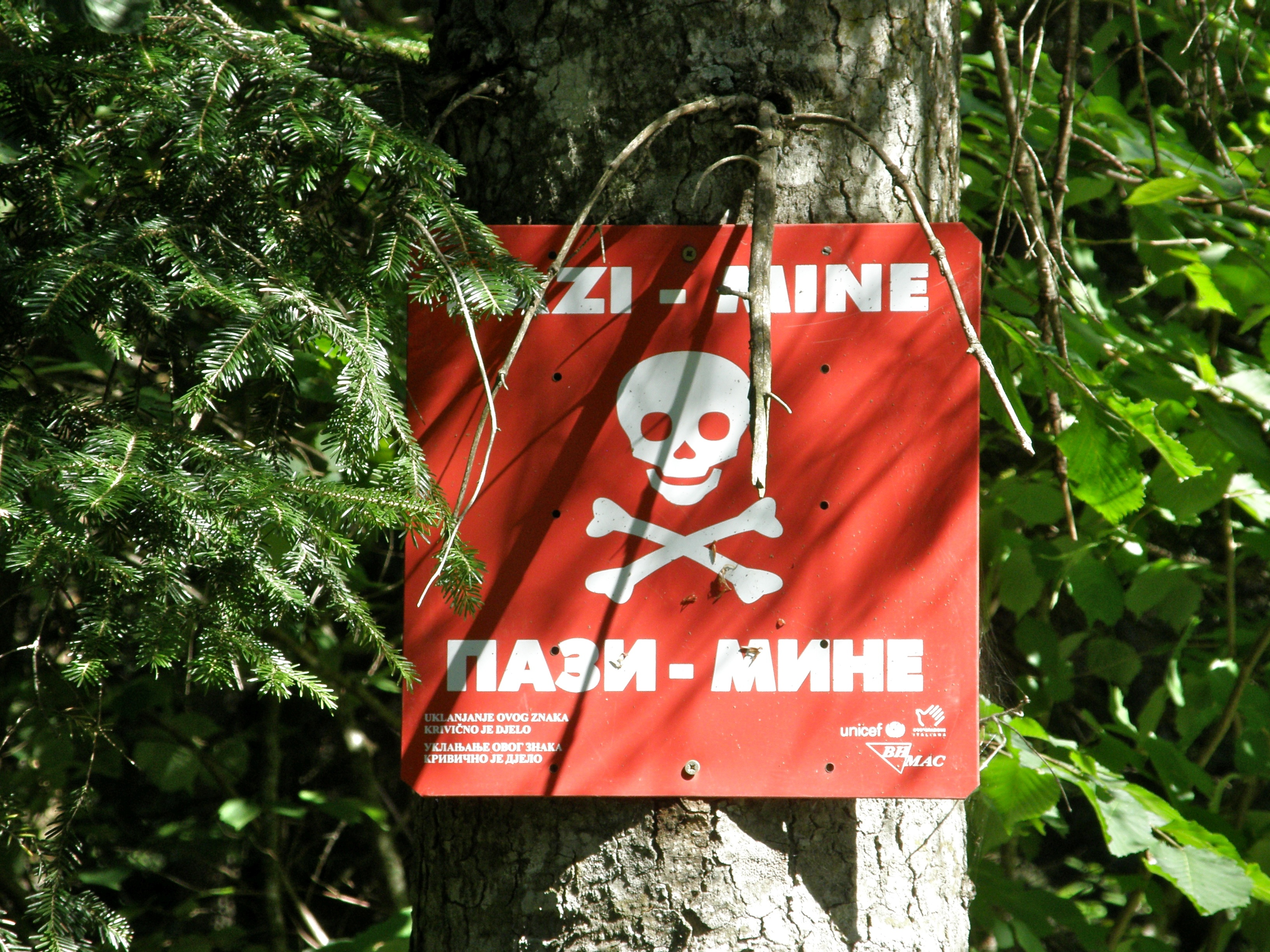
علامة تحذير من الألغام الأرضية في البوسنة والهرسك.

تلوث الألغام الأرضية في البوسنة والهرسك يعد خطيرا بعد آثار حرب البوسنة والهرسك التي اندلعت من عام 1992 حتى عام 1995. خلال هذه الفترة الزمنية قامت جميع الفصائل الثلاثة المتصارعة (جيش جمهورية البوسنة والهرسك ومجلس الدفاع الكرواتي وجيش جمهورية صرب البوسنة) بزرع ألغام أرضية بالقرب من الحرب السياسية الحالية. حدود الكيانين ونتيجة لذلك كان البلد يعاني من أشد مشاكل الألغام الأرضية في العالم. 

## حالة الألغام الأرضية

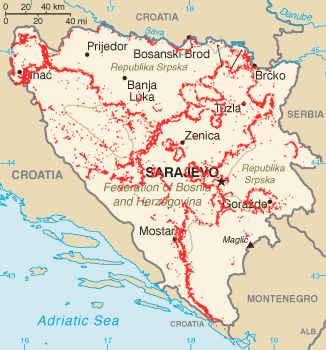
وضع الألغام الأرضية في البوسنة والهرسك في سبتمبر 2008.

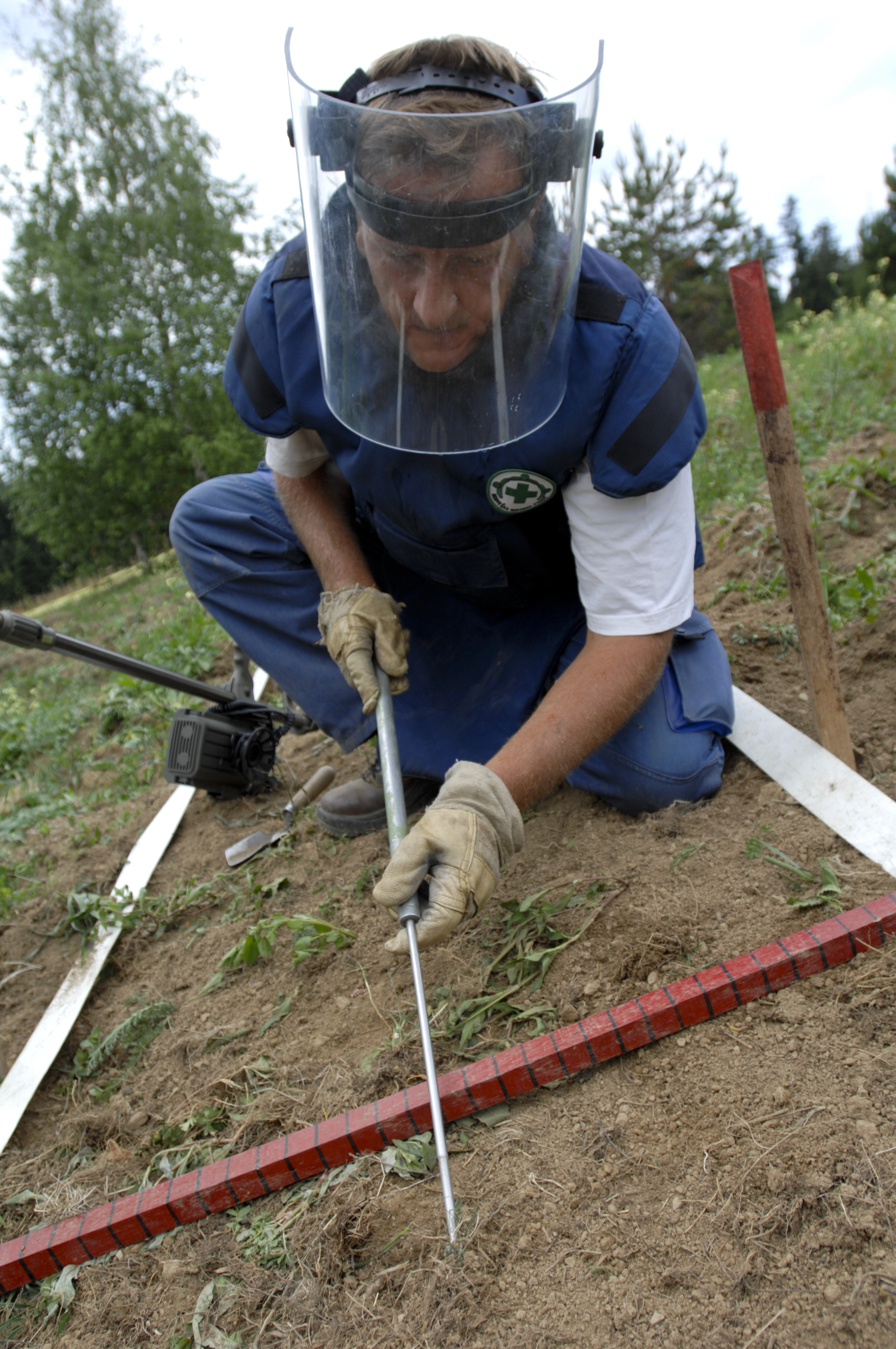
عامل إزالة ألغام نرويجي يعمل في البوسنة والهرسك عام 2007.

ينبع تلوث البوسنة والهرسك بالألغام الأرضية حصريا من حرب 1992-95 في البلاد. بحلول عام 1996 تناثر حوالي مليوني لغم أرضي وذخيرة غير منفجرة في البوسنة والهرسك. بحلول سبتمبر 2013 ظلت الألغام الأرضية والذخائر غير المنفجرة مبعثرة في 28699 موقعا. تم استخراج ما مجموعه 1230.70 كيلومتر مربع (2.4٪ من أراضي البلاد). انهيارات أرضية واسعة النطاق وأسوأ فيضانات منذ القرن التاسع عشر في مايو 2014 واكتشفت الألغام الأرضية مما دفع السلطات إلى إرسال عمال إزالة الألغام لتحديد مواقع الألغام التي كانت تهدد المناطق السكنية وتعطيلها.
يتم إزالة الألغام من قبل العديد من الوكالات الحكومية والمنظمات غير الحكومية وكذلك بعض الوحدات العسكرية للناتو. بين عامي 1996 و 2017 تم تطهير أكثر من 3000 كيلومتر مربع من الألغام. كانت الرؤية الإستراتيجية للبوسنة والهرسك في عام 2008 هي إزالة جميع الألغام الأرضية بحلول عام 2019. وفي أبريل 2017 اعتقد الخبراء أن الأمر سيستغرق خمس سنوات على الأقل مشيرين إلى نقص التمويل باعتباره العقبة الأساسية. تم تقدير 80000 لغم لم يتم تطهيرها بعد وتقع في 2.2٪ (1125 كيلومتر مربع) من الأراضي البوسنية.
في 4 أبريل اليوم العالمي للتوعية بخطر الألغام قامت الحكومة والأمم المتحدة وعدد من المنظمات غير الحكومية الدولية والمحلية الأخرى بإبلاغ المواطنين بمخاطر الألغام الأرضية والجهود المبذولة لإزالتها.

## ضحايا الألغام الأرضية
من عام 1992 حتى عام 2008 قُتل أو جُرح 5،005 أشخاص بسبب الألغام الأرضية أو الذخائر غير المنفجرة. بلغ عدد ضحايا الحرب 3339 قتيل وجريح. عدد ضحايا زمن السلم من عام 1996 حتى عام 2008 عدد 1666 ضحية منهم 486 قتيلا. من عام 1996 إلى عام 2017 أصيب أكثر من 1750 شخصا منهم 612 حالة وفاة على الأقل.
| ضحايا الألغام الأرضية في البوسنة والهرسك 1996-2011 | ضحايا الألغام الأرضية في البوسنة والهرسك 1996-2011 | ضحايا الألغام الأرضية في البوسنة والهرسك 1996-2011 | ضحايا الألغام الأرضية في البوسنة والهرسك 1996-2011 |
| السنة                                              | قتيل                                               | مصاب                                               | المجموع                                            |
| -------------------------------------------------- | -------------------------------------------------- | -------------------------------------------------- | -------------------------------------------------- |
| 1996                                               | 110                                                | 552                                                | 662                                                |
| 1997                                               | 88                                                 | 202                                                | 290                                                |
| 1998                                               | 60                                                 | 80                                                 | 149                                                |
| 1999                                               | 38                                                 | 57                                                 | 95                                                 |
| 2000                                               | 35                                                 | 65                                                 | 100                                                |
| 2001                                               | 32                                                 | 55                                                 | 87                                                 |
| 2002                                               | 26                                                 | 46                                                 | 72                                                 |
| 2003                                               | 23                                                 | 31                                                 | 54                                                 |
| 2004                                               | 16                                                 | 27                                                 | 43                                                 |
| 2005                                               | 10                                                 | 9                                                  | 19                                                 |
| 2006                                               | 18                                                 | 17                                                 | 35                                                 |
| 2007                                               | 8                                                  | 22                                                 | 30                                                 |
| 2008                                               | 19                                                 | 20                                                 | 39                                                 |
| 2009                                               | 9                                                  | 19                                                 | 28                                                 |
| 2010                                               | 6                                                  | 8                                                  | 14                                                 |
| 2011                                               | 9                                                  | 13                                                 | 22                                                 |
| المجموع                                            | 507                                                | 1,223                                              | 1,739                                              |